# 007 al servei secret de Sa Majestat
007 al servei secret de Sa Majestat (títol original en anglès On Her Majesty's Secret Service) és una pel·lícula britànica de la sèrie de James Bond, dirigida per Peter Hunt i estrenada el 1969. És l'única pel·lícula on l'agent secret és interpretat per l'actor australià George Lazenby. A la pel·lícula següent, Diamants per a l'eternitat, Sean Connery va tornar al paper de Bond.

## Argument
James Bond (George Lazenby) és a la recerca de l'amo d'SPECTRE, Ernst Stavro Blofeld (Telly Savalas). Descontent pels resultats obtinguts, M, el cap del MI6, decideix treure'l de la missió. Fart per aquesta decisió, James Bond dimiteix i va tot sol a buscar Blofeld (però la secretària Miss Moneypenny (Lois Maxwell) el registra com «de vacances» en lloc de «dimissionari»). Rep informacions de Marc-Ange Draco, cap de la Unió corça, i pare de la comtessa Teresa di Vincenzo (Diana Rigg), vídua trobada a Portugal. Enamorat d'aquesta última, Bond es casarà.

## Repartiment
- George Lazenby: James Bond
- Diana Rigg: Comtessa Teresa (Tracy) di Vincenzo
- Telly Savalas: Ernst Stavro Blofeld
- Gabriele Ferzetti: Marc-Ange Draco
- Ilse Steppat: Frau Irma Bunt
- Bernard Lee: M
- Lois Maxwell: Miss Moneypenny
- George Baker: Sir Hilary Bray
- Joanna Lumley: L'anglesa
- Desmond Llewelyn: Q
- Angela Scoular: Rudy Bartlett

## Llocs de l'acció
- Riviera
- Londres
- Alps (Piz Gloria)
- Portugal

## Llocs de rodatge
És l'única pel·lícula de la saga completament rodada a Europa.
-La base dels «dolents» (a la pel·lícula) és situada a Toló a França.
- La seqüència d'inici del film (on James Bond salva Tracy a la platja) ha estat rodada a la platja de Guincho a Portugal.
- L'escena on Draco dona la seva petita festa ha estat rodada a Zambuljal a Portugal.
- Certes escenes han estat rodades al Piz Gloria.
- Les escenes del festival de Nadal han estat filmades a Lauterbrunnen (Grindelwald) al cantó de Berna. Altres escenes suïsses han estat rodades a Saint-Moritz al cantó dels Grisons.
- L'escena final és rodada a Portugal a la Serra de Arràbida al sud de Lisboa entre Setùbal i Sesimbra.

## Al voltant de la pel·lícula
- Aquest James Bond era el més llarg de la sèrie, fregant les 2 hores 20, fins a l'estrena de Casino Royale el 2006.
- Per compensar el dèficit de notorietat de George Lazenby, els productors havien decidit comprometre una noia Bond ja coneguda. Després d'haver-se apropat a Brigitte Bardot (no disponible), s'han girat finalment cap a Diana Rigg, famosa per a la seva interpretació d'Emma Peel a la sèrie The Avengers.[3]
- A més a més de Diana Rigg, surt una altra actriu de la sèrie The Avengers: Joanna Lumley (Purdey), en un paper de figurant que tanmateix surt als crèdits. És la tercera actriu de la mateixa sèrie que participa en un James Bond, ja que Honor Blackman, que interpretava a Goldfinger, té també el paper femení principal de la sèrie, a l'època Catherine Gale.[3]
- Els guionistes havien pensat fer sortir la seqüència final de la pel·lícula al precrèdits de l'episodi següent. Però l'anunci en el rodatge de George Lazenby de la seva intenció de no perllongar el seu contracte (i per tant la perspectiva d'haver de canviar de repartiment) els va obligar a renunciar a aquesta idea.
- El guió de la pel·lícula implica una incoherència notable en el sentit que Blofeld no reconeix James Bond, que ha conegut en l'episodi precedent Només es viu dues vegades. Aquesta incoherència es pot explicar de dues maneres:
  - Per fer passar millor el canvi de repartiment al públic, els guionistes tenien un temps per introduir una història de cirurgia estètica. La idea va ser finalment abandonada però la trobada improbable entre Blofeld i Bond en seria una "seqüela".
  - La pel·lícula és una adaptació prou fidel de la novel·la. Ara bé, la novel·la va ser publicada abans i és l'origen de la primera trobada entre els dos homes.
- El cau muntanyós de Blofeld:
  - A canvi del dret de filmar al restaurant, l'equip de la pel·lícula va acceptar construir una pista per a helicòpters, de condicionar l'interior del restaurant i d'establir un mecanisme permetent a l'estructura de girar sobre ella mateixa.
- Quan James Bond s'escapa de la base de Blofeld té lloc una persecució esquiant. Són en utilitzades particular dues tècniques de vistes: la nit americana i la incrustació.

Tanmateix la primera tècnica (nit americana) surt bastant malament sobre els paisatges nevats, i un s'adona ràpidament que la seqüència ha estat rodada de dia (sobretot quan per error un pla mostra el sol a través del filtre de la càmera). La seqüència, prou llarga, i per aquest mal ús de la nit americana pot donar la impressió que la història es desenvolupa a l'alba; tanmateix la continuació de la història té lloc en plena nit. Igualment, es poden notar nombroses incoherències amb la incrustació (James Bond en posició de "schuss" o alguna cosa semblant, en perfecte equilibri sobre les seves dues cames, mentre que és clar que només porta un esquí, el dret).
- Abans d'haver estat escollit, George Lazenby s'havia fet tallar els cabells a l'estil de Sean Connery. Assegut darrere d'ell a cal barber, el productor Cubby Broccoli va declarar: "Aquest tipus faria un bon James Bond, però s'assembla més a un home de negocis."
- Per filmar la seqüència en la qual Bond, al volant de l'Aston Martin, va al socors de Tracy a la platja (en els precrèdits), el decorador Sid Cain va instal·lar travesses de ferrocarril sota la sorra.
- Suïssa va conèixer el seu hivern més suau en quaranta anys en el rodatge. Per a les escenes filmades als pobles de Murren i Lauterbrunnen, va caldre portar camions sencers de neu.
- Timothy Dalton, de 24 anys, va ser preseleccionat per interpretar Bond a Al servei secret de Sa Majestat, però es va considerar massa jove per donar el pes amb el paper.
- A l'escena amb el genealogista, és descoberta la divisa de la família Bond: "Amb el món no n'hi ha prou", títol d'una de les pel·lícules de la saga James Bond.

## Nominacions
- Globus d'Or al millor actor novell 1970 per George Lazenby